# Ludwik Wawrzynowicz
Ludwik Wawrzynowicz (ur. 18 sierpnia 1870 w Warszawie, zm. 12 lutego 1957 w Częstochowie) – polski kompozytor, pedagog, dyrygent, krytyk muzyczny.

## Życie i działalność
Studia muzyczne Ludwik Wawrzynowicz odbywał w latach 1894–1897 w Konserwatorium Warszawskim pod kierunkiem P. Maszyńskiego, G. Roguskiego, M. Zawirskiego i Z. Noskowskiego. Po ukończeniu studiów zorganizował w 1897 roku Chór Drukarzy Warszawskich. Zespół ten, pod batutą L. Wawrzynowicza, otrzymał w 1901 roku III nagrodę na konkursie amatorskich chórów męskich w Warszawie. W tym samym czasie Wawrzynowicz pracował w charakterze śpiewaka w Operze Warszawskiej, zyskując uznanie ówczesnego dyrektora tej placówki, Adama Munchheimera.
W 1902 roku L. Wawrzynowicz przyjechał do Częstochowy, gdzie objął funkcję dyrektora Towarzystwa Śpiewaczego „Lutnia” oraz dyrygenta zespołów wokalnych działających przy tym Towarzystwie. Dwa lata później otworzył prywatną szkołę muzyczną. Była to pierwsza tego typu placówka w Częstochowie. Wcześniej istniała w tym mieście szkoła muzyczna przy Kapeli Jasnogórskiej, ale kształciła ona wyłącznie młodzież na potrzeby wspomnianego zespołu. Założoną przez siebie szkołą Wawrzynowicz kierował nieprzerwanie, także podczas obu wojen światowych, do 1946 roku, kiedy to połączyła się ona z powołanym w 1945 roku Instytutem Muzycznym Kolegium Nauczycieli Muzyki (później Państwowa Szkoła Muzyczna I i II stopnia; obecnie szkoła nosi nazwę Zespołu Szkół Muzycznych im. M.J. Żebrowskiego). Dyrektorem tej z kolei placówki został syn Ludwika Wawrzynowicza – Tadeusz. Nowo utworzonej szkole Ludwik Wawrzynowicz przekazał nieodpłatnie instrumentarium. W Instytucie Muzycznym rozpoczęła także pracę część grona pedagogicznego z dawnej szkoły L.  Wawrzynowicza. On sam pracował do 1950 roku jako nauczyciel gry na fortepianie, a w 1955 roku brał udział w powołaniu ogniska muzycznego i przez dwa lata był jego nauczycielem.

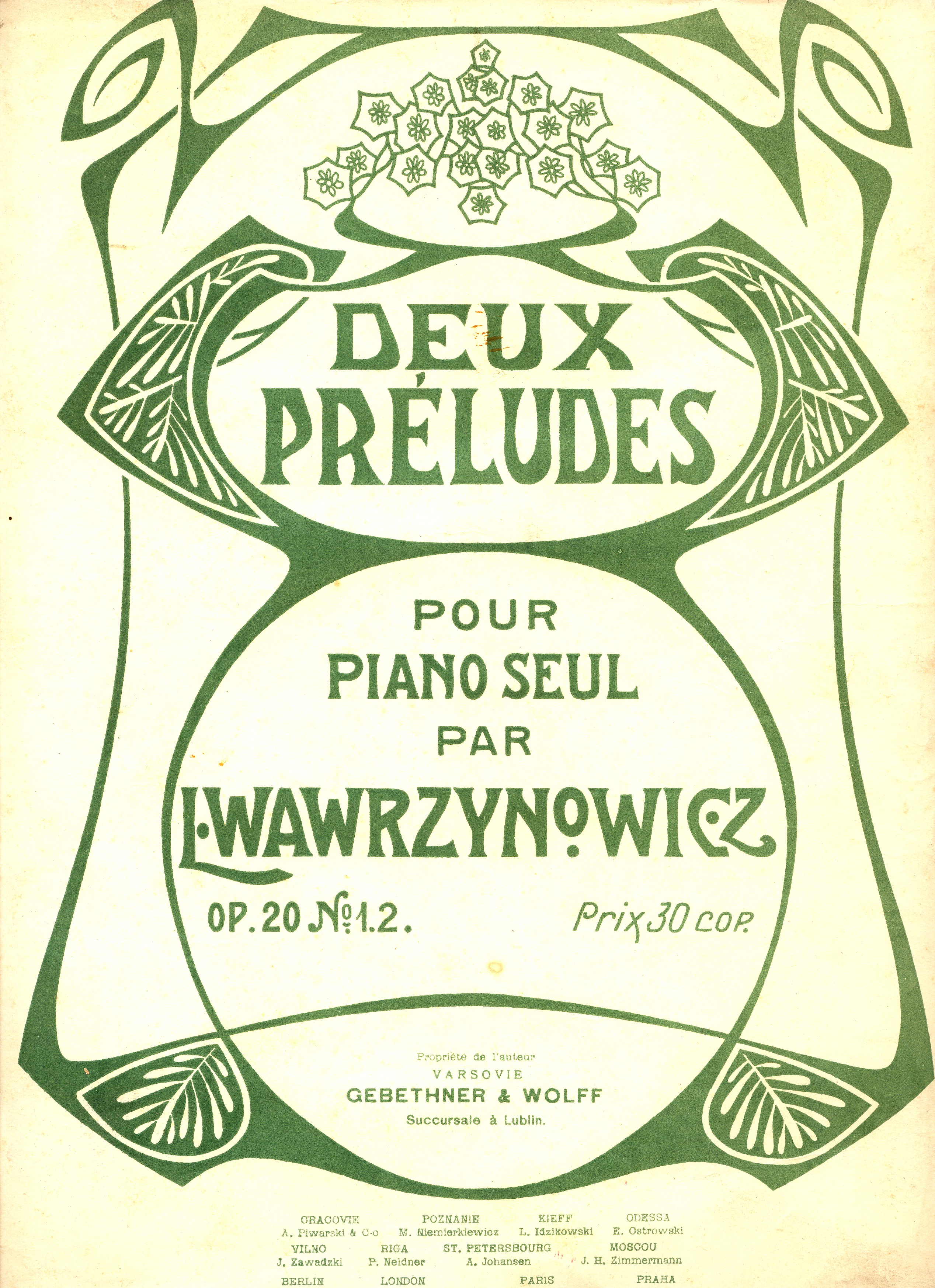
Ludwik Wawrzynowicz – Dwa preludia na fortepian op. 20, wyd. Gebethner & Wolff, Warszawa 1918

Ludwik Wawrzynowicz równolegle z działalnością pedagogiczną zajmował się krytyką muzyczną. Pisał na łamach: „Dziennika Częstochowskiego”, „Gońca Częstochowskiego”, „Gazety Częstochowskiej”, „Życia Częstochowy” i „Ziemi Częstochowskiej”. Ponadto dał się poznać jako organizator licznych imprez muzycznych, m.in. koncertów wybitnych polskich artystów, wśród których znajdują się nazwiska pianistów: Aleksandra Michałowskiego, Artura Rubinsteina, Józefa Turczyńskiego, Henryka Melcera, Józefa Smidowicza oraz skrzypków: Stanisława Barcewicza, Pawła Kochańskiego, Bronisława Hubermana. W 1911 roku L. Wawrzynowicz zainicjował cykl koncertów umuzykalniających dla szkół, połączonych z pogadankami o muzyce. Był także współzałożycielem wielu zespołów chóralnych. Wygłaszał liczne odczyty i prelekcje o muzyce. Założył również Częstochowski Oddział Związku Muzyków Rzeczypospolitej Polskiej.
Zasadniczą domeną jego działalności, obok wzmiankowanych wyżej, była twórczość kompozytorska. Ludwik Wawrzynowicz jest autorem szeregu dzieł instrumentalnych, wśród których szczególną uwagę zwracają utwory fortepianowe. Stylistyka brzmienia i faktura tych kompozycji pozostaje w kręgu inspiracji muzyką Chopina. Silne związki z tradycją polską objawiają się m.in. w cyklu mazurków. Ponadto, obok kilku dzieł organowych i kameralnych, znaczną grupę tworzą kompozycje wokalne i wokalno-instrumentalne, a wśród nich pieśni na głos i fortepian, pieśni chóralne a cappella oraz kompozycje przeznaczone na różne obsady wokalno-instrumentalne. Wśród wykorzystywanych przez Wawrzynowicza tekstów znajduje się zarówno poezja polska, teksty ludowe, jak również polskie i łacińskie teksty o tematyce religijnej.
Do najważniejszych dzieł Ludwika Wawrzynowicza należy 4-aktowa opera dziecięca Baba Jaga, z librettem według Janiny Porazińskiej. Operę wystawiono po raz pierwszy w 1931 roku siłami uczniów szkoły Wawrzynowicza. Po II wojnie światowej dzieło zostało ponownie zinstrumentowane przez Romualda Twardowskiego i wystawione w 1964 roku (tym razem przez uczniów i pedagogów PSM I i II st.) na deskach częstochowskiego Teatru im. Adama Mickiewicza i doczekało się ogółem 11 przedstawień.

## Kompozycje

### Instrumentalne

#### Fortepianowe
- Dwa preludia op. 20, wyd. Gebethner i Wolff Warszawa 1925:

1. b-moll nr 1
2. c-moll nr 2

- Deux preludes pour piano seul op. 20, wyd. Gebethner i Wolff, Warszawa 1918:

1. cis-moll nr 1
2. d-moll nr 2

- Preludium c-moll op. 80
- Pięć etiud koncertowych

1. nr 1 (zaginęła)
2. b-moll nr 2
3. F-dur nr 3
4. g-moll nr 4 (1926)
5. fis-moll nr 5 „Całotonowa” (1928)

- Mazourka fantastique Souvenir de la valse de Chopin c-moll op. 2
- 7 Mazurków fortepianowych:

1. F-dur nr 1 (1944)
2. g-moll nr 2 „Wojenny” (1944)
3. D-dur nr 3 (1944)
4. Es-dur nr 4 (1945)
5. b-moll nr 5 (1944)
6. A-dur nr 6 (1944)
7. cis-moll nr 7 (1944)

- Impromptu f-moll op. 10, wyd. Gebethner i Wolff, Warszawa 1910
- Pieśń bez słów f-moll (1919)
- Berceuse G-dur op. 11 (1912)
- Berceuse (Kołysanka ukraińska) c-moll (1921)
- Nokturn d-moll op. 30 (1927)
- Elegia „Pamięci matki” c-moll
- Reverie (Rondo) op. 19 (1934)
- Martyrologia – poemat oświęcimski (1944/45)
- Marsz uroczysty C-dur op. 8, wyd. Księgarnia Nowicki i s-ka, Częstochowa 1903
- Marsz triumfalny F-dur, wyd. Gebethner i Wolff, Warszawa 1909
- Marsz kościuszkowski Es-dur, wyd. Księgarnia Lipskiej, Częstochowa 1917
- 50 ćwiczeń rytmicznych na gamie C-dur, wyd. Gebethner i Wolff, Warszawa 1908

#### Organowe
- Preludium c-moll
- Preludium (Adagio) c-moll
- Preludium a-moll na temat „Święty Boże” (1911)
- Preludium E-dur na temat „Bóg się rodzi”
- Preludium i fuga C-dur na temat „Wesoły nam dzień” (1914)
- Fuga G-dur
- Fuga A-dur
- Fuga „Dorycka”
- Fuga D-dur na temat „Przybieżeli do Betlejem” (1946)

#### Kameralne
- Fantazja e-moll na flet i fortepian (1897)
- Dwie intrady na instrumenty dęte blaszane
- Chanson du printemps na 2 skrzypiec, harmonium i fortepian
- Mała serenada na trąbkę, 2 skrzypiec, harmonium i fortepian

### Chóralne a cappella
- Hymn na cześć Gutenberga na chór męski (1897)
- Bzy na chór męski, sł. I. Remiszewska (1902)
- Pytasz się, czemu ucichły me pieśni na chór męski, sł. Z. Krasiński (1903)
- Śpiewnik dla młodzieży szkolnej (ok. 1911)
- Pobudka na chór męski (1920)
- Hymn na cześć Sienkiewicza na chór męski (1924)
- Smutno mi Boże na chór męski, sł. J. Słowacki (1927)
- Cicha noc zapada na chór męski, sł. W. Znanicki
- Hymn nieznanemu żołnierzowi na chór męski, wyd. Lit. Konarzewski i Makowski Warszawa
- Moje piosenki na chór męski, sł. W. Głodowski
- Nasz Bałtyk na chór męski, sł. S. Rybka
- Pięć pieśni ludowych na chór męski (opracowania)
- Ziemi naszej nie wydrzecie, sł. A. Oppman (1924)
- Pieśń żołnierska na chór mieszany (1920)
- Pieśń zwycięstwa na chór mieszany, sł. Kobyłecki (1927)
- Hetmanowi Czarnieckiemu na chór męski
- Hymn na cześć św. Cecylii na 4-głosowy chór męski a cappella
- Veni Creator na chór męski a cappella
- Cztery pieśni Maryjne na chór męski a cappella:

1. Najświętsza Panna
2. Ucieczko grzesznych
3. Królowo Różańcowa
4. Królowo Korony Polskiej

### Wokalno-instrumentalne

#### Pieśni na głos i fortepian
- Pięć pieśni (1902):

1. Pozdrowienie, sł. T. Lenartowicz
2. Pieśń żołnierza, sł. A. Mickiewicz
3. Tatarzy, sł. B. Bielawski
4. Alpuhara, sł. A. Mickiewicz
5. Barkarola, sł. M. Chluska

- Dwie pieśni „Z odgłosów pieśni smutnych”, sł. E. Słoński, wyd. Księgarnia S.A. Krzyżanowskiego, Kraków 1913:

1. Na przesmutne twoje oczy
2. Ty nie mów nigdy

- Dwie pieśni, sł. J.F. Galiński (1916):

1. I całe życie
2. Choć przed chatą kwitną bzy

- Patrz na kwiaty pada rosa
- Siejba, sł. M. Konopnicka
- Wierzbo moja

#### Pieśni na 2 lub 3 głosy i fortepian
- Żegnamy was na 2 głosy i fortepian (1933)
- Kantata imieninowa na 3 głosy i fortepian (1933)
- Wesele na wsi na 2 głosy i fortepian, sł. K. Laskowski
- Z tamtej strony Wisły na 2 głosy i fortepian
- Pieśń żniwna na 2 głosy i fortepian, sł. K. Laskowski
- Słoneczko śliczne na 2 głosy i fortepian, sł. S. Szymonowicz
- A czy znasz ty bracie młody na 2 głosy i fortepian, sł. W. Pol

#### Pieśni na głos i organy
- Pieśń do św. Józefa na głos i organy

#### Utwory na różne składy wokalno-instrumentalne
- Hymn koronacyjny na 5-głosowy chór mieszany, tenor solo, organy i zespół smyczkowy (1911)
- Hymn na cześć św. Jakuba na chór mieszany, organy i zespół instrumentalny (1948)
- Kantata jasnogórska na chór męski i organy
- Kantata papieska na chór męski, tenor solo i fortepian
- Cieszmy się i pod niebiosy – kolędy na chór mieszany, tenor solo i organy
- Matko Pocieszenia na chór męski i organy (1935)
- Gwiazdo zaranna na chór męski, tenor solo i organy (1939)
- Msza pastoralna na chór męski, głosy solowe i organy
- Msza D-dur na głosy solowe, chór męski i organy (1936)
- Kyrie i Gloria A-dur
- Kyrie F-dur

### Sceniczne
- Baba Jaga – opera dziecięca, libretto według J. Porazińskiej (1929)